# Напористый (эсминец)
«Напо́ристый» —эскадренный миноносец проекта 56 (кодовое обозначение НАТО — «Kotlin class destroyer») Черноморского флота ВМФ СССР.

## История строительства
Зачислен в списки флота 19 января 1955 года. Заложен на ССЗ № 445 в Николаеве 17 августа 1955 (строительный № 1209), спущен на воду 30 декабря 1956 года, принят флотом 31 октября 1957 года, 22 ноября «Напористый» вступил в состав флота.

## Особенности конструкции
Эскадренный миноносец вступил в строй с обтекателями гребных валов, одним балансирным рулём, фок-мачтой новой, облегчённой и усиленной конструкции и с РЛС «Фут-Н» (вместо РЛС «Риф»).
Перед передачей корабля флоту на нём были усилены конструкции носовой надстройки. При проведении модернизации по проекту 56-ПЛО на «Напористом» заменили РЛС «Якорь-М» на РЛС «Якорь-М2».
В период среднего ремонта (1971—1972) корабль оснастили РЛС «Дон» (с антенным постом на фок-мачте) и системой обнаружения торпедного следа МИ-110К. На средней надстройке в районе кормового дымового кожуха были установлены четыре спаренные 25-мм АУ 2М-ЗМ, на корабле оборудовали закрытый ходовой мостик.

## Служба
С 22 ноября 1957 года в составе Черноморского флота ВМФ СССР. В 1959 году «Напористый» отрабатывал в море боевые задачи; в 1960 году находился на учениях. Визиты
- 10.02 - 13.02.1965 г. - в Массауа (Эфиопия);
- 15.10 - 20.10.1966 г. - в Тулон (Франция);
- 12.08 - 15.08.1967 г. - в Варну (Болгария).

В феврале 1967 года в составе кораблей Черноморского флота, под командованием заместителя командующего Черноморским флотом вице-адмирала В. С. Сысоева, принимал участие в деловом визите в ОАР (Египет) с заходом в Порт-Саид. 
В декабре 1967 года — январе 1968 года обеспечивал советское военное присутствие в Египте находясь в Порт-Саиде.
В октября-ноября 1973 года во время Войны Судного дня для эвакуации семей советских специалистов и служащих из Египта и Сирии были выделены корабли: ЭМ «Напористый», СКР «Куница», СКР-77, СДК-137, СДК-164, ПМ-138, МВТ «Маныч». От Министерства морского флота привлечено 18 судов.
30 июля 1987 года приказом министра обороны СССР «Напористый» был исключён из списков ВМФ СССР, разоружён и 1 октября 1987 года расформирован. Разобран на металлолом в Инкермане.

## Известные командиры
- 1962 — капитан 2-го ранга Дубягин Павел Романович.[1]
- 1966-1967 - капитан 2-го ранга Ермоленко Владимир Михайлович.
- 1969 - капитан 2-го ранга Новиков Е. Ф.
- 1974-1976 - капитан-лейтенант  М. Кулак
- 1980-1981 - капитан 3-го ранга Фомин В. В.
- 1981-1984 - капитан 2-го ранга Васильчук Василий Васильевич
- 1984-1987 - капитан 3-го ранга Лесной Виктор Сергеевич

## Известные бортовые номера
В ходе службы эсминец сменил ряд следующих бортовых номеров:
- 1957 год — № 224;
- 1962 год — № 212;
- 1964 год — № 214;
- 1966 год — № 253;
- 1968 год — № 250;
- 1970 год — № 362;
- 1972 год — № 370;
- 1973 год — № 354;
- 1975 год — № 370;
- 1979 год — № 530;
- 1980 год — № 516;
- 1983 год — № 517;
- 1986 год — № 358;
- 1987 год — № 518.